# Революция 1848—1849 годов в Венгрии
Революция 1848—1849 годов в Венгрии — одна из многих европейских революций 1848 года, тесно связанная с другими революциями того года в районах, управляемых Габсбургами и Бурбонами. В отличие от других, революция в Венгрии стала войной за независимость страны от Австрийской империи и, хотя и потерпела неудачу, стала одним из самых важных событий в современной истории Венгрии и является краеугольным камнем современной венгерской национальной идентичности. Многие из ее лидеров, такие как Лайош Кошут, Шандор Петёфи и другие, являются одними из величайших национальных деятелей в истории Венгрии, а годовщина дня начала революции, 15 марта, является одним из трех национальных праздников.
Главными целями венгерской революции были децентрализация Австрийской империи, демократизация и мадьяризация. Движущей силой революции явилось либеральное среднее дворянство и городская интеллигенция. Однако революционная политика венгров натолкнулась на сопротивление славянских народов, чьи интересы не были достаточно учтены, а также российской монархии, которая в росте национального самосознания венгров и других народов увидела угрозу своему существованию. В результате революцию ждало поражение от экспедиции российских войск. Независимость Венгрии была отложена на 70 лет, а венгры лишились своих позиций в Трансильвании, Словакии и Воеводине.

## Предпосылки

### Социально-политическое положение Венгрии
К середине XIX века установленная ещё в период Наполеоновских войн в Венгрии система абсолютизма перестала отвечать интересам основных социальных групп страны. Правительство Австрийской империи не желало идти ни на какие реформы в административной или политической сфере, консервируя бюрократическую систему и феодальные порядки. Общественная жизнь Венгрии находилась под полным контролем со стороны Вены, цензура и полицейские преследования оппозиции были нормой. Венгерское королевство было практически лишено самостоятельности в рамках Австрийской империи, долгое время Государственное собрание Венгрии вообще не созывалось, государственным языком оставался немецкий. Венгры не имели влияния на политику внутри своей страны и были вынуждены довольствоваться лишь ограниченными формами местного самоуправления на уровне комитатов. Таможенно-тарифная система империи была установлена в интересах австрийской промышленности и превращала Венгрию в поставщика сырья для бурно развивающихся предприятий Австрии и Королевства Чехии.
Крестьянский вопрос также не был решён: в стране сохранялось крепостничество, судебная власть помещика и феодальные повинности крестьян. Ряд устаревших обычаев, типа авитицита (неотчуждаемость дворянской земельной собственности), а также крайняя нищета крестьянства и феодальные отношения препятствовали развитию сельского хозяйства, остающегося основой экономики страны.

### Национальные движения в канун революции

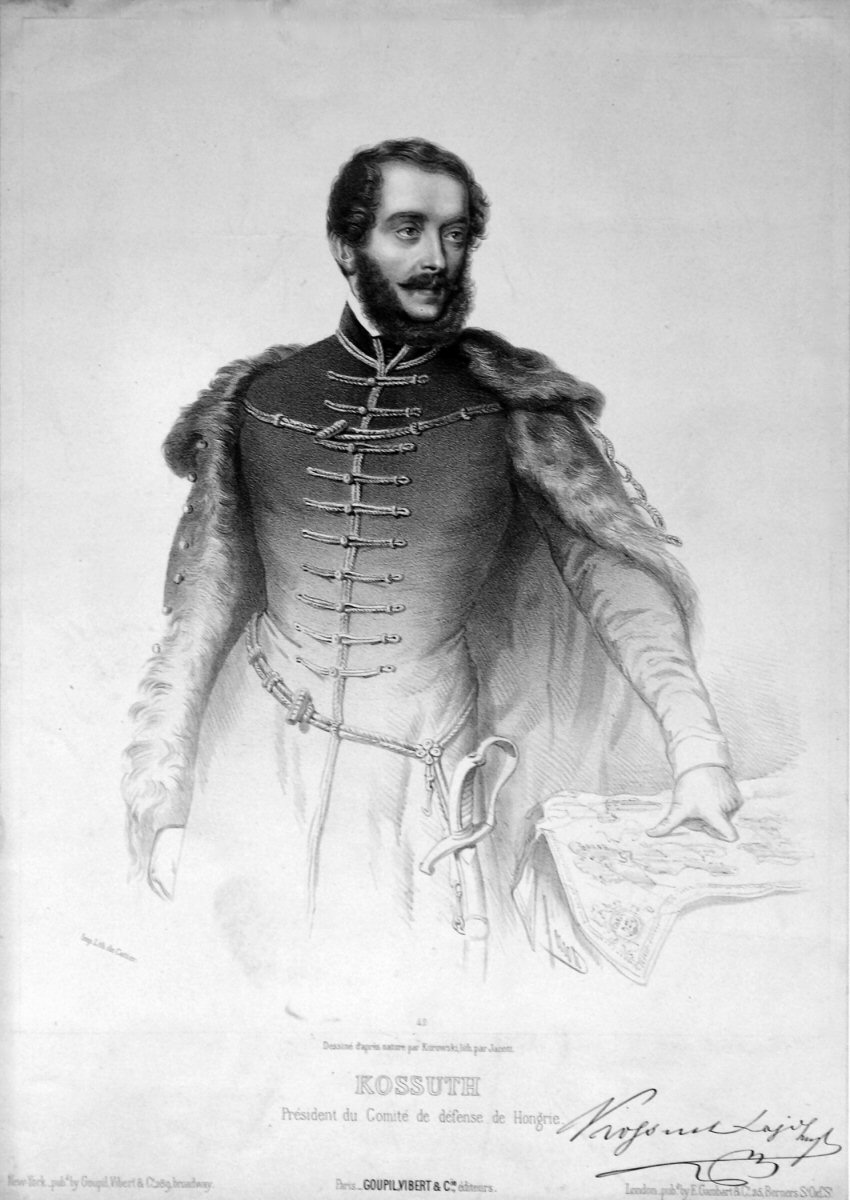
Лайош Кошут

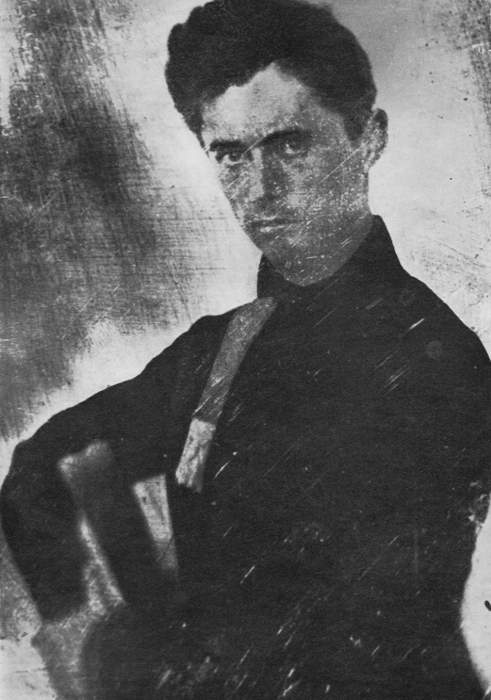
Шандор Петёфи

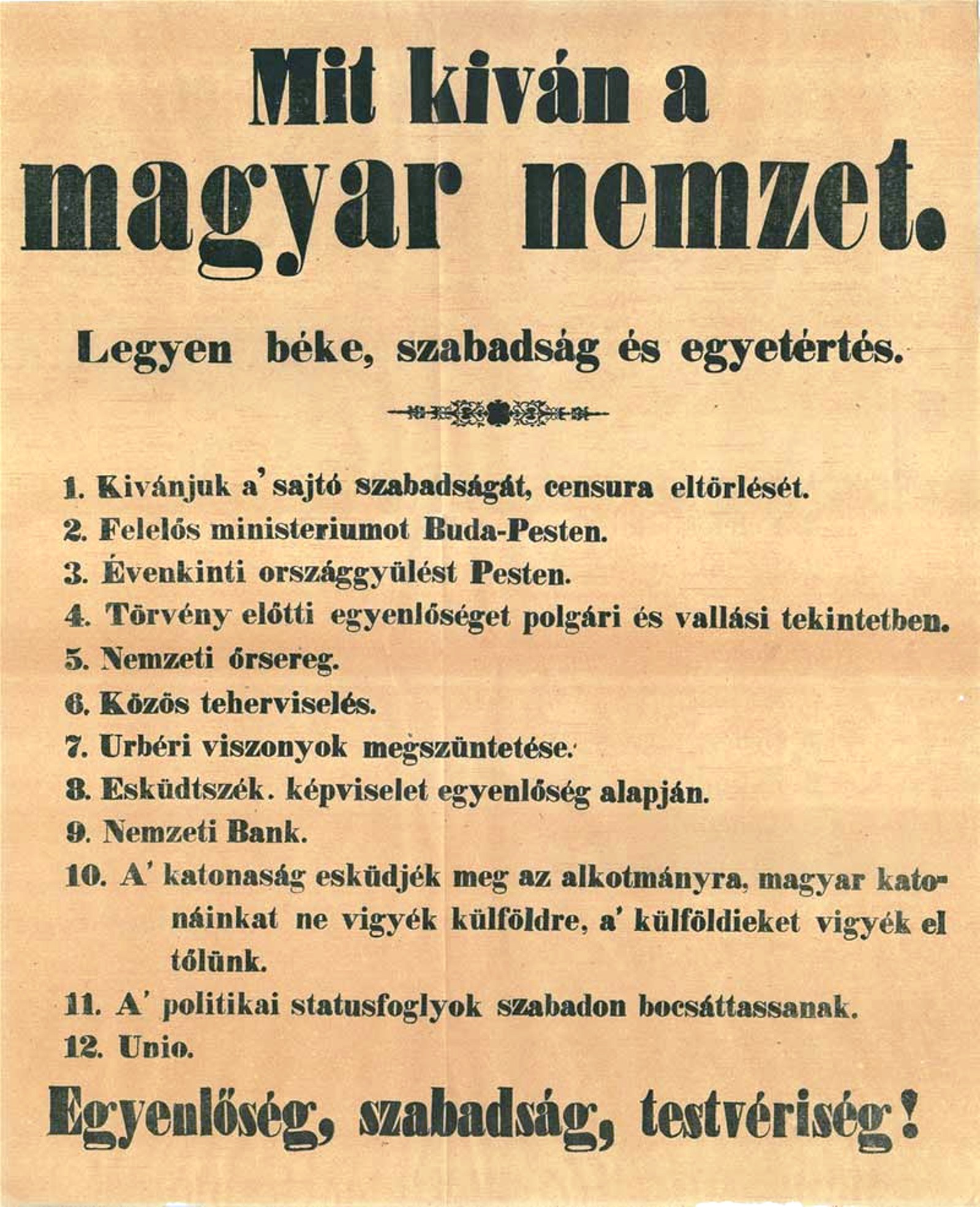
Листовка с изложением «12 пунктов» Венгерской революции

В то же время в 1830-х гг. начался бурный подъём национального движения. Иштван Сеченьи выступил с идеей широкого обновления страны, прежде всего в сфере экономики, и демонтажа феодальной системы. Выступления Сеченьи получили большой общественный резонанс и побудили многих венгерских дворян заняться политической деятельностью. Миклош Вешшеленьи пошёл ещё дальше и выдвинул идею ликвидации абсолютизма и создания в Венгрии конституционной монархии. Либеральные идеи быстро распространялись среди дворянства, особенно среднего, и интеллигенции. К концу 1830-х гг. сложилось несколько течений национального движения: «новые консерваторы» (Аурел Дежёвфи, Дьёрдь Аппоньи, Шама Йошик и Иштван Сеченьи) выступали за определённые демократические реформы при усилении централизации и сохранении господства аристократии; либералы (Лайош Баттяни, Ференц Деак, Лайош Кошут и, отчасти, Йозеф Этвёш) требовали полной ликвидации феодальных пережитков, введения демократических свобод, расширения автономии Венгрии и превращения страны в парламентскую монархию. Позднее возникло более радикальное движение студенчества и части интеллигенции, концентрирующееся вокруг группы «Молодая Венгрия» (Шандор Петёфи, Пал Вашвари и Михай Танчич) и выступающее с позиций республиканизма и необходимости вооружённого восстания.
Особенностью венгерского либерального движения стал тот факт, что носителем идей демократических преобразований и движущей силой революции являлось дворянство. Это объяснялось неразвитостью городов в Венгрии, слабостью буржуазии и исторически сложившейся роли дворянства как защитника прав и свобод венгерской нации против иноземного владычества. Другой существенной чертой движения было невнимание к национальному вопросу: либералы считали, что демократические преобразования и утверждение приоритета личной свободы сделают ненужными корпоративные права национальных меньшинств, которые они считали пережитком феодальной системы. Это убеждение в условиях Венгерского королевства, в котором представители титульной нации составляли лишь 38 % населения, грозило всплеском национальных конфликтов. Параллельно с развитием венгерского движения, укреплялось самосознание других народов страны — хорватов, сербов, словаков, румын и русинов, часто входившее в противоречие с интересами венгров.

### Попытки реформ и их провал
На государственном собрании 1839—1840 гг. либералам удалось добиться амнистии политическим заключённым, расширения сферы применения венгерского языка в администрации и утверждения возможности раскрепощения крестьян за выкуп. В 1840-х гг. по всей стране возникла целая сеть обществ социальной защиты, взаимопомощи, поддержки отечественной промышленности. Особую известность приобрела газета «Пешти хирлап», издававшаяся Л. Кошутом и распространявшая идеи незамедлительного освобождения крестьян и введения всеобщего налогообложения. В 1844 г. венское правительство передало бразды управления Венгрией новым консерваторам: Д. Аппоньи был назначен вице-канцлером Венгерского королевства, а Ш. Йошик — Трансильвании. Одновременно была усилена централизация, расширены полномочия администраторов и фёишпанов — представителей центральной власти в комитатах. Новое государственное собрание, открывшееся в 1847 г., однако, зашло в тупик из-за противоречий между либералами и консерваторами и не смогло принять решения о реформах.

## Начало революции
1 марта 1848 г. в Пожонь, где заседало венгерское государственное собрание, пришло известие о революции в Париже. 3 марта в собрании с пламенной речью выступил Кошут, потребовавший немедленного осуществления либеральной программы реформ, введения конституции и формирования ответственного перед парламентом правительства. Вскоре революция вспыхнула в Вене, Меттерних был лишён своих полномочий, а император Фердинанд пообещал австрийцам конституцию и гражданские свободы.
15 марта делегация венгерского парламента отправилась в Вену для передачи петиции, принятой на основе программы Кошута. В тот же день началось восстание в Пеште: под влиянием опубликованных «Двенадцати пунктов» Йожефа Ирини и «Национальной песни» Шандора Петёфи студенты и городская интеллигенция окружили административные учреждения города, освободили из тюрьмы М. Танчича и сместили муниципальные власти. Требованиями восставших в Пеште стали введение свободы печати, провозглашение равенства гражданских прав, создание ответственного правительства, ежегодный созыв парламента, введение всеобщего налогообложения и суда присяжных, освобождение крестьян и уния с Трансильванией. Восстание быстро распространилось по всей стране.

## Мартовские реформы
18 марта король Фердинанд I расширил автономию Венгрии и назначил Лайоша Баттяни первым премьер-министром Венгрии. В правительство вошли такие видные деятели либерального движения, как Ф. Деак, И. Сеченьи, Й. Этвёш и Л. Кошут.

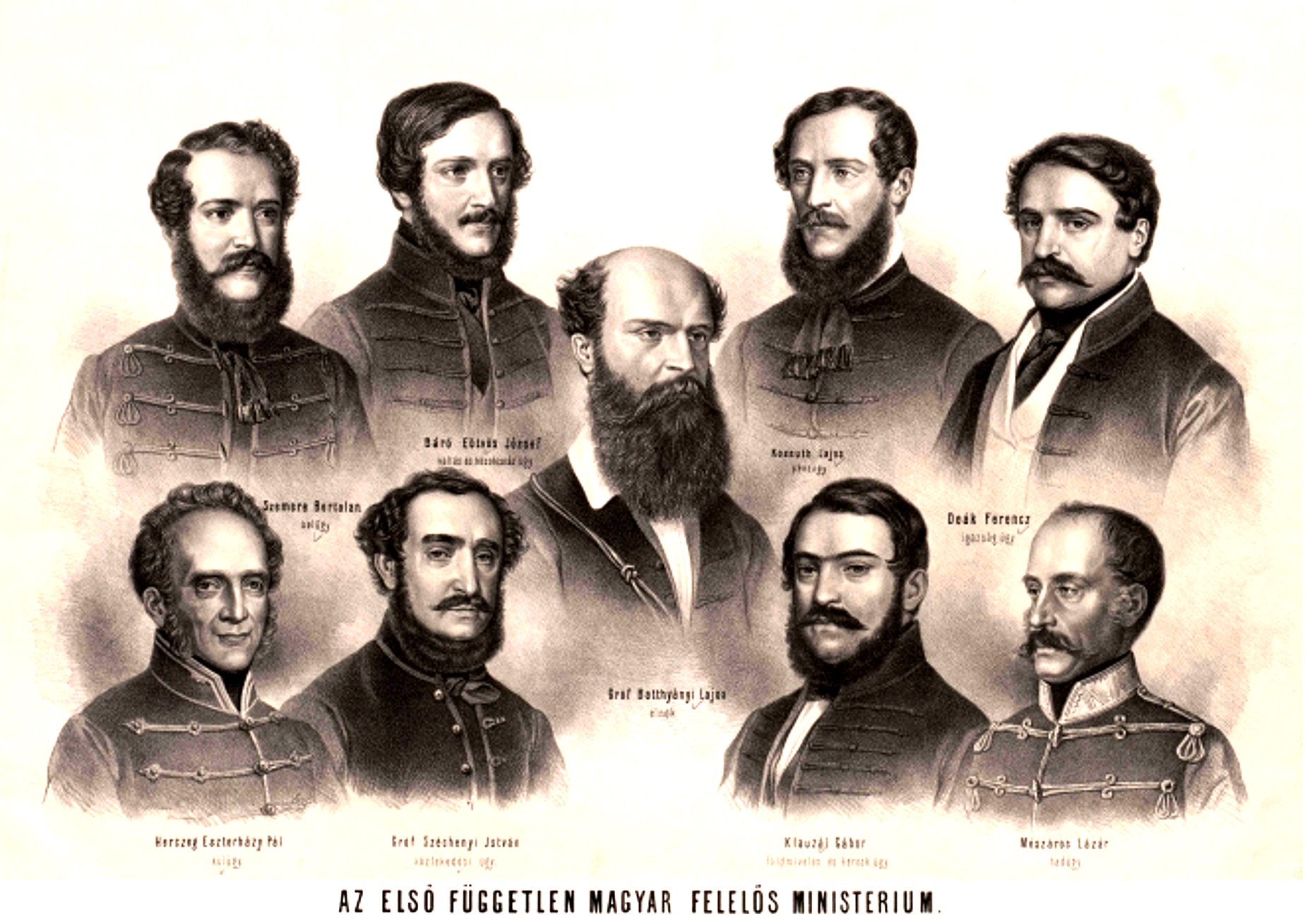
Члены революционного правительства Лайоша Баттяни

18 марта 1848 г. Государственное собрание Венгрии утвердило целый комплекс реформ. Был принят закон об урбариальных повинностях, ликвидировавший барщину, помещичий суд, церковную десятину и прочие феодальные пережитки. Крепостничество упразднялось, а земля передавалась в собственность крестьянам, причём выкупные платежи помещикам должны были выплачиваться государством. Проведение этой реформы вело к ликвидации феодализма в аграрных отношениях и открывало путь к переходу венгерского сельского хозяйства на капиталистические рельсы. Был принят также закон о введении всеобщего налогообложения и лишении дворянства и священнослужителей налоговых привилегий. Вводилась свобода печати, неприкосновенность личности и собственности, равноправие христианских конфессий, ответственность правительства перед парламентом, было расширено избирательное право (до 7—9 % населения), а государственное собрание отныне должно было созываться ежегодно. Была провозглашена уния Венгрии и Трансильвании.
11 апреля король утвердил реформы венгерской революции. Страна превратилась в конституционную монархию. Фердинанд V сохранил за собой право объявления войны и заключения мира, а также назначения высших должностных лиц Венгерского королевства, но фактическая власть перешла в руки национального правительства, ответственного перед парламентом. Однако не решены были проблемы распределения полномочий между Веной и Пештом в вопросах международных отношений, финансовой политики и, главное, вооружённых сил. Также в реформах государственного собрания и декретах правительства не нашёл своего отражения национальный вопрос, который имел большое значение, поскольку победа революции во многом зависела от поддержки национальных меньшинств.

## Обострение межнациональных противоречий
Тем временем в этнических регионах Венгерского королевства также начались революции, которые быстро приобрели национальную окраску. 22 марта 1848 года баном Хорватии стал Йосип Елачич, который развернул программу восстановления Триединого королевства и, при поддержке императора, создал собственную армию и потребовал независимости от Венгрии. В Воеводине сербское национальное движение вылилось в провозглашение автономии и стычки с венграми. Словаки и румыны также выступили с требованием национальной автономии, а решение об унии с Венгрией вызвало в Трансильвании кровавые межэтнические конфликты.

## Радикализация Венгрии

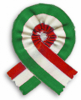
Венгерская кокарда

На основе созданной в первые дни революции национальной гвардии венгерское правительство стало создавать собственную армию. Это вызвало конфликт с Веной, требовавшей венгерских солдат для подавления революции в Италии. Баттяни согласился на отправку части венгерских армейских контингентов на итальянский фронт при условии, что король усмирит Елачича и сербов и обяжется не использовать венгерских солдат для подавления свобод итальянского народа.
5 июня в Пеште открылся новый парламент Венгрии, избранный на основании мартовского избирательного закона. Подавляющее большинство его депутатов составили либералы, причём 3/4 всех членов парламента были дворянами. Под влиянием Лайоша Кошута государственное собрание приняло решение о введении дополнительных налогов и создании 200-тысячной армии.
31 августа император выпустил прокламацию, в которой венгры обвинялись в нарушении Прагматической санкции, и объявлялось о незаконности решений, принятых правительством и парламентом Венгрии в марте—апреле 1848 года.
Императорская прокламация вызвала раскол в венгерском правительстве. Сторонники сохранения лояльности монарху отошли от революции: Деак и Этвёш покинули состав правительства, Сеченьи был госпитализирован с душевным расстройством, сам Баттяни подал в отставку.
31 августа хорватский генерал Елачич занял Риеку, а 11 сентября во главе хорватских войск вступил на территорию Венгрии. Однако деятельность Елачича, носившая проавстрийский и антивенгерский характер, часто носила самовольный характер и не всегда находила поддержку в лице императора.
Король назначил австрийца Франца фон Ламберга командующим венгерской армией. Однако 16 сентября венгерские радикалы создали Комитет обороны во главе с Кошутом. Ламберг был обвинён в государственной измене, а 28 сентября он был схвачен венгерскими экстремистами и повешен.

## Венгерская война
29 сентября 1848 года в битве при Пакозде в 40 км от Буды хорватские войска Елачича были остановлены венгерской армией и разбиты.
3 октября император Фердинанд издал указ о роспуске государственного собрания и назначении хорвата Елачича главнокомандующим вооружённых сил в Венгрии. Этим указом Венгрия была объявлена мятежной территорией. За день до этого Баттяни окончательно ушёл с поста премьер-министра. 8 октября парламент наделил Комитет обороны всей полнотой исполнительной власти в стране.

Венгерская война 1848—1849 гг. в Венгрии

В Вене вспыхнуло восстание, Фердинанд бежал из столицы, а императорские войска окружили город. Восставшие обратились за помощью к Венгрии. После долгого колебания и под личным нажимом Кошута венгерская армия перешла границу и двинулась к Вене. Но 30 октября в сражении у Швехата венгры были разбиты войсками Альфреда Виндишгреца и отброшены от Вены. На следующий день Виндишгрец взял Вену штурмом и устроил там жестокую расправу над повстанцами (в числе расстрелянных оказался депутат Франкфуртского собрания Роберт Блум).
2 декабря император Фердинанд отрёкся от престола, на который взошёл его племянник Франц-Иосиф I.
Главнокомандующим венгерской повстанческой армией Кошут назначил Артура Гёргеи. Он ускоренными темпами начал обучение войск и подготовку к боевым действиям. Одновременно Комитет обороны занялся вербовкой рекрутов и организацией военной промышленности. К весне 1849 г. венгерская армия достигла численности 170 тысяч человек.

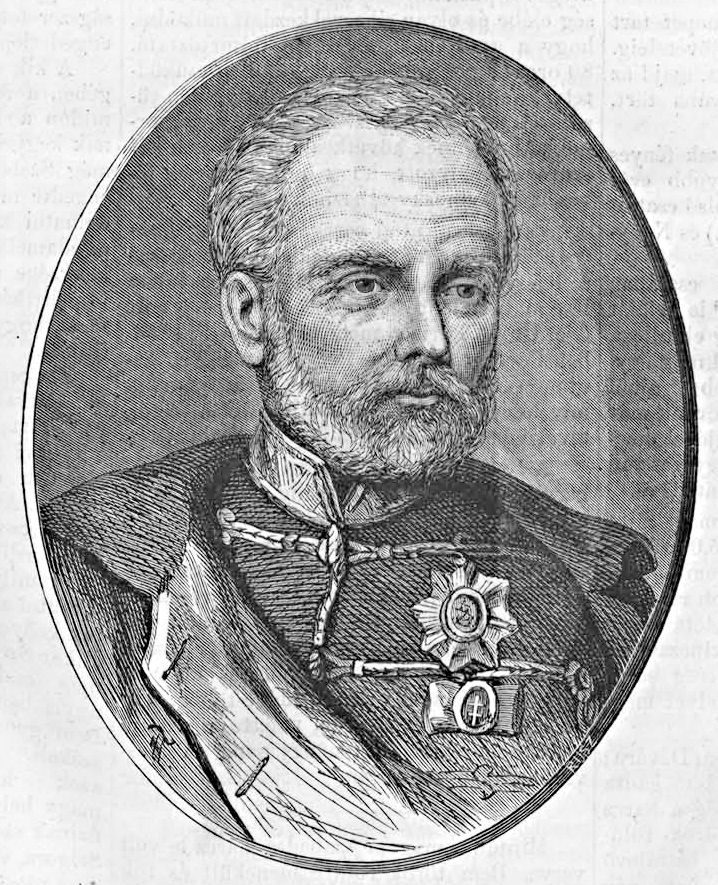
Юзеф Бем

В декабре 1848 г. успешные действия революционной армии во главе с польским иммигрантом Юзефом Бемом привели к освобождению Трансильвании от австрийских войск и взятию Коложвара.
Тем с временем, императорская армия Виндишгреца двинулась от Вены к Буде. 1 января 1849 года лидеры мятежников бежали в Дебрецен. Гёргеи отвлёк войска Виндишгреца, уведя свою армию в Словакии. Одновременно армия Бема успешно противостояла австрийским и русским отрядам в Трансильвании.
К февралю 1849 г. в лагере мятежников начались раздоры. Гёргеи перешёл на умеренные позиции и заявил о своей лояльности императору. Повстанческую армию возглавил ещё один поляк Генрих Дембинский, однако 26—27 февраля его войска были разбиты австрийцами в сражении у Капольны. Воспользовавшись успехами австрийской армии, император 4 марта подписал Октроированную конституцию Австрийской империи, вводившую ограниченные демократические свободы и усиливавшую централизацию империи.
Обеспокоенный поражениями революционной армии Кошут в начале марта 1849 г. вновь вернул Гёргеи на пост главнокомандующего венгерской армией. Венгерским войскам Юзефа Бема опять удалось изгнать австрийцев из Трансильвании, захватить Банат и подавить выступления сербов Воеводины. Тем временем основные силы армии Гёргея одержали ряд побед в рамках «весеннего похода» венгерской армии в междуречье Тисы и Дуная. Были взяты Комаром, Вац и Пешт. Буда была осаждена и пала 21 мая 1849 г. На волне побед 14 апреля государственное собрание приняло декрет о лишении Габсбургов венгерского престола и провозглашении независимости Венгрии. Кошут был объявлен правителем-президентом страны.

### Русская интервенция

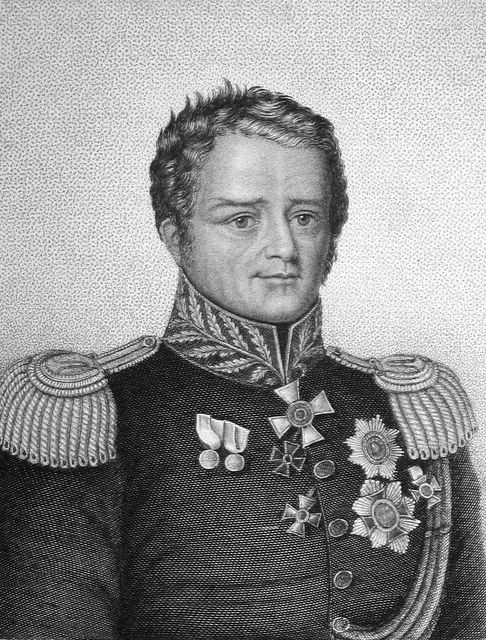
Иван Паскевич

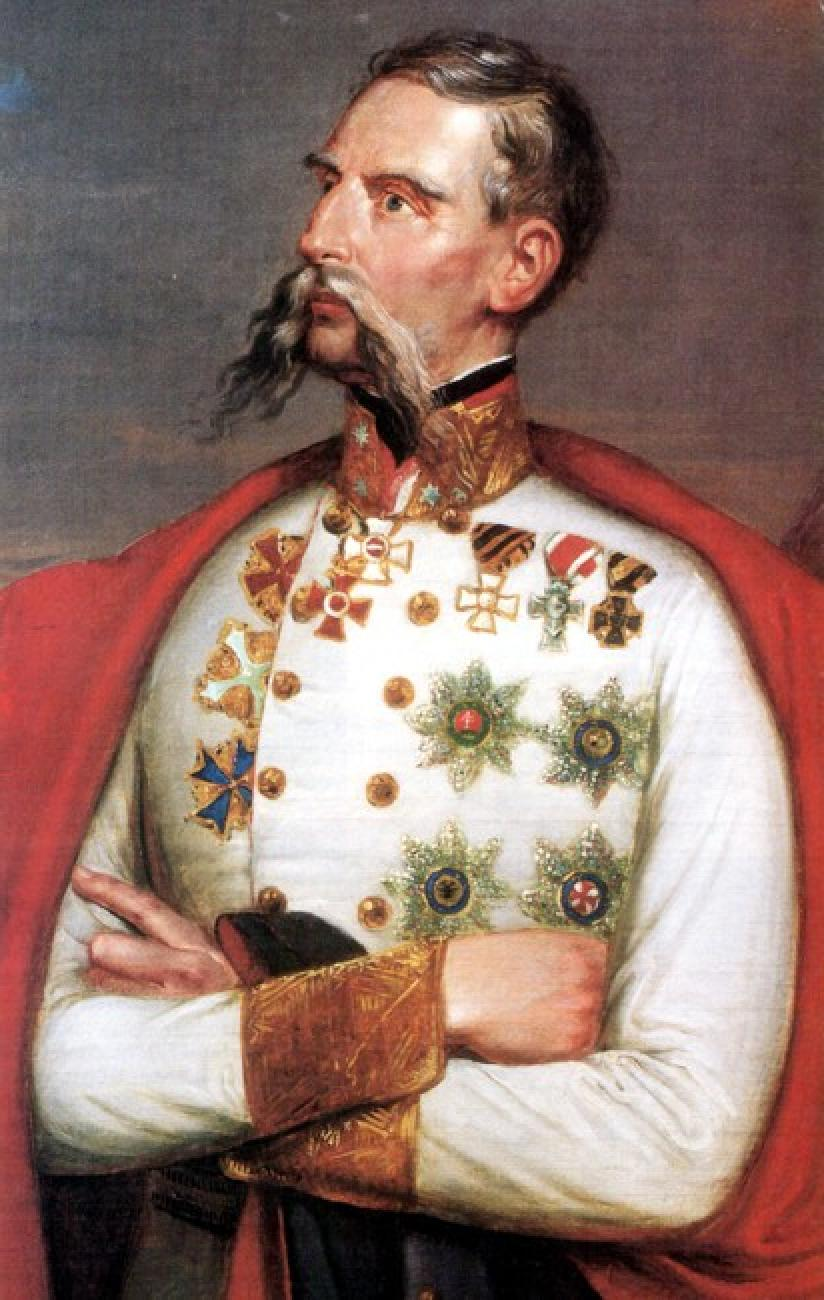
Юлиус Гайнау

3 июня на территорию северных комитатов Венгрии вторглась русская армия под командованием генерал-фельдмаршала Паскевича. Вступление России в войну на стороне контрреволюции означало неминуемое поражение Венгрии ввиду подавляющего превосходства сил противника — объединенные на венгерской земле русские и австрийские части вместе насчитывали более 358 000 человек, что вдвое превышало численность венгерской армии. Одновременно началось новое наступление австрийцев, во главе армии которых встал Юлиус Гайнау. Австрийские войска были усилены контингентами, отозванными с итальянского фронта после окончательного подавления революционных выступлений в Северной Италии. Под напором императорских войск Гёргей был вынужден отступить на юг. В то же время армия Бема в Трансильвании была в нескольких сражениях полностью разбита русскими и практически перестала существовать. 13 июля были сданы Буда и Пешт. 9 августа у Темешвара потерпел поражение корпус Дембинского. Положение венгерского правительства стало катастрофическим, Комитет обороны переехал в Сегед, а затем в Арад.
Военные поражения способствовали сближению венгерской революции с движениями национальных меньшинств. В результате переговоров Кошута с Николае Бэлческу, лидером румынского национального движения, была достигнута договорённость о мерах по урегулированию венгро-румынских противоречий в Трансильвании, а за румынами были признаны все национальные права (кроме территориальной автономии). 28 июля государственное собрание приняло закон о национальностях Венгрии, в котором провозглашалось равноправие всех наций государства, а также эмансипация евреев. Однако эти отчаянные меры уже не могли спасти ситуацию. В результате поражений на фронтах армия Венгерской революции сократилась до 30 тысяч человек, что было несопоставимо с австрийскими и русскими силами.
10—11 августа 1849 г. венгерское правительство ушло в отставку, предварительно передав диктаторские полномочия генералу Гёргеи. Кошут и его соратники эмигрировали в Турцию. 13 августа в Вилагоше Гёргеи объявил о капитуляции венгерской армии и сдался на милость русских войск. 17 августа капитулировал Арад, 26 августа — Мункач. Наконец, 5 сентября сдался Комаром. Революция в Венгрии потерпела поражение.

## Значение революции
После подавления революции в Венгрии развернулась военная диктатура. 6 октября в Пеште был казнён Баттяни, а в Араде — 13 генералов венгерской армии. Свыше 1,5 тысяч человек были приговорены к длительным срокам тюремного заключения. В стране была возрождена цензура и полицейский надзор над инакомыслящими. Самоуправление Венгрии было ликвидировано, установлена абсолютная власть центра.
В 1851 г. была отменена Октроированная конституция. Всю территорию королевства разделили на несколько административных округов, упразднив комитатские собрания. Трансильвания, Хорватия, Славония, Банат и Воеводина были отделены от Венгрии и образовали отдельные единицы, подчинённые Вене. Немецкий язык стал единственным официальным языком Венгерского королевства.
Несмотря на жестокие репрессии и свёртывание реформ Венгерской революции, она сыграла колоссальную роль в истории страны. Освобождение крестьян и ликвидация феодализма были подтверждены в 1853 г. аграрной реформой в Австрийской империи. Экономические преобразования стали толчком к бурному капиталистическому развитию страны.
Демократические завоевания и национальный подъём венгерской революции также не пропали даром, а стали основой новых либеральных движений, возникших в 1850-е годы, которые привели страну к обретению суверенитета и трансформации империи в 1867 году в двуединую Австро-Венгерскую монархию с независимым парламентом и ответственным министерством. Лидеры Венгерской революции 1848—1849 гг. (Кошут, Петёфи, Бем, Баттяни) стали национальными героями Венгрии, служащими примером для подражания новых поколений венгерской молодёжи.